# ترانه عاشقانه (فیلم ۱۹۵۴)
ترانه عاشقانه (ایتالیایی: Canzone d'amore) یک فیلم موزیکال ایتالیایی به کارگردانی جورجو سیمونلی است که در سال ۱۹۵۴ منتشر شد.

## گزیدهٔ بازیگران
- کلاودیو ویلا
- ماریا فیوره
- والتر سانتسو
- سیلویو نوتو
- بنیامینو ماجو
- ماریا لائورا روکا
- آلبرتو تالگالی
- ماریا زانولی
- جولیو باتیفری
- چزاره فانتونی
- ویتوریا مونگاردی